# Phyllotropis tococaae
Phyllotropis tococaae är en insektsart som beskrevs av Richter. Phyllotropis tococaae ingår i släktet Phyllotropis och familjen hornstritar. Inga underarter finns listade i Catalogue of Life.